# Goatlord
Goatlord es una recopilación de demos de la banda noruega de black metal, Darkthrone.
Las canciones de Goatlord son de una demo grabada en 1990 y 1991 entre el primer y el segundo álbum (Soulside Journey y A Blaze in the Northern Sky, respectivamente). 
Las voces (tanto masculinas como femeninas) fueron grabadas en 1994 por Fenriz. Satyr de la banda Satyricon fue el encargado de los gritos de las canciones "Rex" y "Sadomasochistic Rites".

## Lista de canciones
1. "Rex" – 03:48
2. "Pure Demoniac Blessing" – 02:35
3. "(The) Grimness of Which Sheperds Mourn" – 04:23
4. "Sadomasochistic Rites" – 04:04
5. "As Desertshadows" – 04:42"
6. "In His Lovely Kingdom" – 03:24
7. "Black Daimon" – 03:50
8. "Toward(s) the Thornfields" – 03:37
9. "(Birth of Evil) Virgin Sin" – 03:25
10. "Green Cave Float" – 04:02

## Créditos
- Fenriz - batería, voces
- Nocturno Culto - guitarra
- Dag Nilsen - bajo
- Zephyrous - guitarra
- Satyr - coros

- Datos: Q1461212